# Donald Rayfield
Donald Rayfield, né le 12 février 1942, est professeur de littérature russe et de littérature géorgienne à l'université de Londres (Queen Mary University of London). Il est l'auteur de livres concernant les littératures russe et géorgienne, ainsi que sur Staline et ses polices secrètes.

## Publications
- Dream of Lhasa: The Life of Nikolay Przhevalsky (1976)
- The Cherry Orchard: Catastrophe and Comedy (1994)  (ISBN 0-8057-4451-7)
- Anton Chekhov: A Life (1997)  (ISBN 0-00-255503-4)
- The Garnett Book of Russian Verse (2000)
- The Literature of Georgia: A History (2000)
- Stalin and His Hangmen (2004)  (ISBN 0-375-50632-2)
- Chekhov's Uncle Vanya and the Wood Demon (2007)
- Understanding Chekhov: A Critical Study of Chekhov's Prose and Drama
- A Comprehensive Georgian-English Dictionary (2006)